# Larry Cahan
Lawrence Louis Henry Cahan (Fort William, 25 dicembre 1933 – Coquitlam, 25 giugno 1992) è stato un hockeista su ghiaccio canadese che nel corso della carriera ha giocato nella National Hockey League e nella World Hockey Association.

## Carriera
Larry Cahan giocò a livello giovanile per una formazione della propria città natale, Fort William. Nel 1953 esordì fra i professionisti entrando a far parte dell'organizzazione dei Toronto Maple Leafs, dividendosi nelle stagioni successive fra National Hockey League e American Hockey League con il farm team dei Pittsburgh Hornets.
Nel 1956 si trasferì ai New York Rangers, dove emerse come uno dei difensori più fisici ruvidi della lega. Dopo alcune brevi partentesi ancora in AHL Cahan si trasferì fino al 1961 nella Western Hockey League con la maglia dei Vancouver Canucks. Quell'anno fece ritorno in NHL ancora con i Rangers, disputando alcune partite in AHL con i Baltimore Clippers. Ancora una volta nella stagione 1964-65 lasciò New York per tornare a vestire la divisa dei Canucks.
Nell'estate del 1967 Cahan fu selezionato in occasione dell'NHL Expansion Draft dagli Oakland Seals, una delle sei nuove franchigie partecipanti alla lega. Durante la stagione 1967-68 durante la sfida contro i Minnesota North Stars Cahan e il compagno di squadra Ron Harris urtarono violentemente Bill Masterton, il quale come la maggior parte dei giocatori di allora non indossava un caschetto di sicurezza. Masterton cadde rovinosamente a terra fratturandosi il cranio e fu portato all'ospedale di Minneapolis dove morì due giorni più tardi.
Nelle tre stagioni successive giocò per i Los Angeles Kings di cui fu anche capitano. Si ritirò nel 1973 dopo aver giocato con i Seattle Totems in WHL e i Chicago Cougars nella World Hockey Association. Cahan morì nel 1992 a Coquitlam.

## Palmarès

### Club
- Lester Patrick Cup: 1

Vancouver: 1959-1960

### Individuale
- WHL First All-Star Team: 2

1959-1960, 1965-1966
- WHL Second All-Star Team: 2

1960-1961, 1966-1967